# ハルグチュク・ドゥーレン・テムル・ホンタイジ
ハルグチュク・ドゥーレン・テムル・ホンタイジ（モンゴル語: Харгуцаг Дүүрэнтөмөр хунтайж、ラテン文字転写: Qarγučuγ dügüreng temür qongtayiǰi、中国語: 哈爾古楚克都古楞特穆爾鴻台吉、? - 1399年?）は、北元時代におけるモンゴルの皇族。ダヤン・ハーンの祖先にあたる。ハルグチャグ・タイジ（Qarγučaγ tayiǰi）とも。

## 生涯（モンゴル年代記による記述）
モンゴル年代記によると、ハルグチュクはオルジェイト妃子という「雪のように肌が白く、血のように頬の赤い」美貌の妻を持つことで知られていた。ある時チョロースのゴーハイ太尉の進言によってオルジェイト妃子の存在を知ったエルベク・ハーンはゴーハイ太尉を派遣し、オルジェイト妃子を自らの妻（ハトゥン）にしようとした。
しかしオルジェイト妃子は、
と語ってエルベク・ハーンの要求を拒絶した。
これを聞いたエルベク・ハーンは怒り、ハルグチュクを待ち伏せして殺し、力尽くで既に妊娠していたオルジェイト妃子を自らの妻にしてしまった。オルジェイト妃子はこのことを恨みに思い、計略によってエルベク・ハーンにゴーハイ太尉を殺害させ、更にエルベク・ハーンはケレヌートのオゲチ・ハシハに殺されてしまった。オルジェイト妃子は今度はオゲチ・ハシハに娶られ、そこでハルグチュクの長男のアジャイ（アジャイ・タイジ、アジャイ太子とも記録されている）を産んだ。

## 死後の子孫の動向
ハルグチュクはハーンにこそならなかったものの、ハルグチュクの長男のアジャイ・タイジの息子（ハルグチュクの孫）の代から後代のハーンが輩出されていった。アジャイ・タイジには長男のトクトア・ブハ、次男のアクバルジ、三男のマンドゥールンという3人の息子がいた。
長男がタイスン・ハーンに、タイスン・ハーンの次男がマルコルギス・ハーンに、タイスン・ハーンの長男がモーラン・ハーンになったが、モーラン・ハーンの代でタイスン・ハーンの直系は絶えている。
三男にして末子がマンドゥールン・ハーンになり、4年間ハーン位にあり、娘2人がいたが、男子はいない。
次男のアクバルジ・ジノンの曾孫が政治的混乱を収拾して16世紀初めにモンゴル再統一を達成し、モンゴル中興の祖と称されるダヤン・ハーンになった（（1）アクバルジ・ジノン、（2）ハルグチュク・タイジ、（3）ボルフ・ジノン、（4）ダヤン・ハーンという系図）。つまり、ダヤン・ハーンはハルグチュクの来孫で、アジャイ・タイジの玄孫にあたる。
また、ダヤン・ハーン以後、ハーン位は1635年の北元滅亡までダヤン・ハーン直系の子孫が継承していった為、タイスン・ハーンの以後のハーンはハーン位を簒奪したエセン・ハーンを除いて、ハルグチュクの血筋である（但し、エセン・ハーンの父方の祖母のサムル公主はハルグチュクの姉妹である為、エセン・ハーンはハルグチュクの大甥（姉妹の孫）にあたり、女系で北元皇族と血縁関係にある）。

## 出自
ハルグチュクの出自については史料によって異なり諸説あるが、クビライ家を自称するダヤン・ハーンの先祖であること、漢文版『蒙古世系譜』に割注で「宗室」と記されることなどからクビライ家の人物であるとする説が主流である。
また、『黄金史綱』はハルグチュクをエルベク・ハーンの息子とし、『蒙古源流』はウスハル・ハーンの息子でエルベク・ハーンの弟とする。そもそもエルベク・ハーンがウスハル・ハーンの息子か疑わしいこと、「ホンタイジ（皇太子）」という称号から、『黄金史綱』に従ってエルベク・ハーンの息子とするのが正しいと考えられている。